# Lynteria violaceipennis
Lynteria violaceipennis är en stekelart som beskrevs av Cameron 1904. Lynteria violaceipennis ingår i släktet Lynteria och familjen brokparasitsteklar. Utöver nominatformen finns också underarten L. v. nigricans.